# Tobias Cremer
Tobias Cremer, né le 30 juin 1992 à Bochum, est un homme politique allemand.  Membre du Parti social-démocrate (SPD), il est élu député européen le 9 juin 2024.

## Biographie
Tobias Cremer est diplômé du Neues Gymnasium de Bochum avant d'obtenir une licence en économie et en philosophie à l'Institut d'études politiques de Paris ainsi qu'un master en administration publique à l'université Harvard. Il obtient son doctorat en sciences politiques et relations internationales à l'université de Cambridge puis enseigne les sciences politiques à l'université d'Oxford. Il travaille ensuite comme diplomate pour l'Office des Affaires étrangères allemand.
Candidat sur la liste du SPD pour les élections européennes de 2024, il est élu député européen le 9 juin 2024.